# 新木津川橋
新木津川橋（しんきづがわばし）は、京奈和自動車道の京都府城陽市水主と、京田辺市大住を結ぶ、木津川にかかる延長430 mの道路橋（有料道路）である。

## 概要
橋のみの利用（城陽IC - 田辺北IC）も多く、この橋梁の利用率が多い地元の城陽市・京田辺市等周辺地域では、普通自動車の通行料金が100円であることから、「100円橋」と略称される。
京奈和自動車道は暫定2車線の対面通行での開通となっているが、木津川橋は4車線規格での供用となっている。普通自動車をはじめ、20t超の大型車両の通行が可能である。
原動機付自転車および小型自動二輪車、自転車の通行も可能であるが、軽車両扱いで10円が掛かる。かつては橋梁部分のみ自動車専用道路の指定をせず原動機付自転車と小型自動二輪車も本線を通行できる措置がとられていた。現在は側道が整備されており、側道の原付専用車線を通行する。側道は原付車線のほかに自転車、歩行者の3つの通行帯に柵で区切られており、出入り口は色分けされている。
- 延長：430m
- 規格：第1種第3級
- 設計速度：80km/h
- 最高速度：60km/h
- 車線数：4車線
- 幅員：27m
- 車線幅員：3.5m

## 沿革
- 1988年10月5日 - 京奈和自動車道として開通
- 2017年2月4日 - 側道が供用開始され、本線が自動車専用道路に指定される

## 通行料金
原動機付自転車、小型自動二輪車、自転車は軽車両扱いで10円が掛かる。歩行者についてのみ無料で通行ができる。自転車と歩行者は柵で区切られている。
新木津川橋のみの利用（城陽 - 田辺北）でもETCによる無線通行が可能。田辺北ICに設置されている自動収受機にETCカードを通すことでも清算できる（各種ETC割引制度も適用される）。
田辺北インターチェンジの料金所ブースは無人のため自動収受機が設置されており、125cc超の自動二輪車は普通車と同じ料金所を通過する。125cc以下の自動二輪車・原動機付自転車は専用のレーンを通行し、料金箱に10円を投入する。

## 上流・下流の橋
- 木津川橋梁 - 木津川橋の上流にかかる近鉄京都線の鉄道橋
- 山城大橋 - 木津川橋の上流にかかる国道307号の一般道路橋
- 上津屋橋 - 木津川橋の下流にかかる木造の歩行者、自転車専用橋
- 木津川橋 - 木津川橋の下流にかかる第二京阪道路の高速道路橋
- 新木津川大橋 - 木津川橋の下流にかかる京都南道路の一般道路橋